# Santa Maria dei Pazzi (Nápoly)
A Santa Maria dei Pazzi  egy nápolyi templom. 1637-ben építették Szent Teréz tiszteletére. 1645-ben újjáépítették valamint egy kolostort is építettek mellé. Nevét Gaspare Roomer kereskedő közbenjárására változtatták meg a ma is használatosra. Homlokzata barokk jegyeket mutat, belsője egyhajós gazdag díszítésekkel.